# Coalizione della Sinistra, dei Movimenti e dell'Ecologia
La Coalizione della Sinistra, dei Movimenti e dell'Ecologia (in greco: Συνασπισμός της Αριστεράς των Κινημάτων και της Οικολογίας, Synaspismos tīs Aristeras tōn Kinīmatōn kai tīs Oikologias; IPA: [sinaspisˈmos tis aɾisteˈɾas ton ciniˈmaton ce tis ikoloˈʝias]), semplicemente noto come Synaspismos (letteralmente Coalizione), di solito anche abbreviato in SYN, è stato un partito politico greco di sinistra.
Fondato nel 1991, fino al 2003 era denominato Coalizione della Sinistra e del Progresso (in greco: Συνασπισμός της Αριστεράς και της Προόδου, Synaspismos tīs Aristeras kai tīs Proodou; IPA: [sinaspisˈmos tis aɾisteˈɾas ce tis pɾoˈoðu]), nel 2004 ha contribuito a formare la Coalizione della Sinistra Radicale (SYRIZA), in cui è poi confluito ufficialmente nel 2013 quando questa è divenuta un partito unico.

## Storia del partito

### Nascita delsecondoSYN
L'attuale SYN è l'erede della coalizione formata, in vista delle elezioni legislative del 1989 tra il Partito Comunista di Grecia (KKE, filosovietico) e la sua ala dissidente detta KKE-interno, favorevole all'integrazione della Grecia all'interno della Comunità Europea (Eurocomunista).
Dopo la caduta dell'Unione Sovietica, la sinistra greca non è stata risparmiata dalla crisi profonda che ha colpito le formazioni di matrice marxista-leninista nel mondo intero. Per un certo periodo i due tronconi coabitarono di nuovo all'interno del KKE e del Sinaspismòs, ma in breve la componente che gli avversari definiscono "conservatrice" del partito prese la decisione di escludere i "riformatori" del KKE-interno, che costituivano una quota importante dei militanti e che contavano circa il 45% dei membri del Comitato Centrale, nonché il Segretario generale del partito, Grigoris Farakos. Gli esclusi formarono nel 1991 un nuovo partito ormai totalmente indipendente dal Partito Comunista di Grecia: essi ripresero il nome del precedente Synaspismos.
Nel 1993 il SYN raccoglie il 2,94% dei voti alle elezioni politiche, risultato insufficiente per ottenere un seggio in Parlamento. Questa sconfitta ha per effetto le dimissioni della presidente del partito, Maria Damanakī.
Un anno dopo, nel 1994, il SYN (presieduto da Nikos Konstantopoulos), gunge però a raccogliere il 6,26% dei suffragi alle elezioni europee, ciò che costituisce il suo miglior risultato a tutt'oggi.
Alle politiche del 1996 il SYN migliora rispetto al 1993 e ottiene il 5,1% dei voti.

### Scissioni
Il partito attraversa una grave crisi dopo le elezioni politiche del 2000, quando un piccolo gruppo di quadri guidati da Nikos Bistis si pronuncia a favore di un riavvicinamento strategico con i socialisti del PASOK. Essi sono sconfitti nel dibattito interno e allora, accusando la maggioranza di deriva comunista, danno vita ad una scissione e formano una nuova forza politica (AEKA, Movimento di Riforma e Modernizzazione della Sinistra), che però ha vita breve, poiché si scioglie nel momento in cui il suo presidente entra prima nel governo di Costas Simitis e poi nel PASOK.
Riprendendo l'accusa di deriva comunista, l'ex presidente del partito Maria Damanakī rompe con il SYN nel 2003 ed entra anch'essa nei ranghi del PASOK.

### Il SYRIZA
Alle elezioni politiche del 2004 il SYN s'allea con numerosi piccoli partiti di estrema sinistra: 
- formazioni trozkiste come la DEA (Διεθνιστική Εργατική Αριστερά Sinistra popolare dei lavoratori)
- l'organizzazione maoista KOE (Κομμουνιστική Οργάνωση Ελλάδας Organizzazione Comunista di Grecia)
- l'AKOA (Ανανεωτική Κομμουνιστική Οικολογική Αριστερά Sinistra Comunista Ecologista Rinnovata)
- la KEDA (Κίνηση για την Ενότητα Δράσης της Αριστεράς Movimento per l'unità d'azione della sinistra)

Queste forze erano collegate al Synaspismos in una più larga alleanza fondata nel 2000, chiamata SYRIZA.
La coalizione elegge 6 deputati, tutti del SYN che si rifiuta di far dimettere alcuni degli eletti per permettere, come si era pattuito, l'ingresso in parlamento di un rappresentante dell'AKOA. Questo causa tensioni all'interno dell'alleanza, tanto che il l'AKOA ne esce.
Una nuova crisi interna segue le elezioni europee del 2004. La crisi si risolve con l'elezione di un nuovo presidente, Alekos Alavanos. A sua volta nel novembre 2007 Alavanos lascia l'incarico per prendere la direzione della SYRIZA. Nel febbraio 2008 è rimpiazzato da Alexis Tsipras.
Il 10 luglio 2013 la Conferenza permanente del Synaspismos ha votato lo scioglimento del partito e la sua confluenza in SYRIZA.

## Presidenti
| N° | N° | Immagine | Leader                | Mandato          | Mandato          |
| -- | -- | -------- | --------------------- | ---------------- | ---------------- |
| 1  |    |          | Charilaos Florakis    | 8 aprile 1989    | 18 marzo 1991    |
| 2  |    |          | Maria Damanaki        | 18 marzo 1991    | 19 dicembre 1993 |
| 3  |    |          | Nikos Konstantopoulos | 19 dicembre 1993 | 12 dicembre 2004 |
| 4  |    |          | Alekos Alavanos       | 12 dicembre 2004 | 11 febbraio 2008 |
| 5  |    |          | Alexis Tsipras        | 11 febbraio 2008 | 10 luglio 2013   |